# Bauconducteur

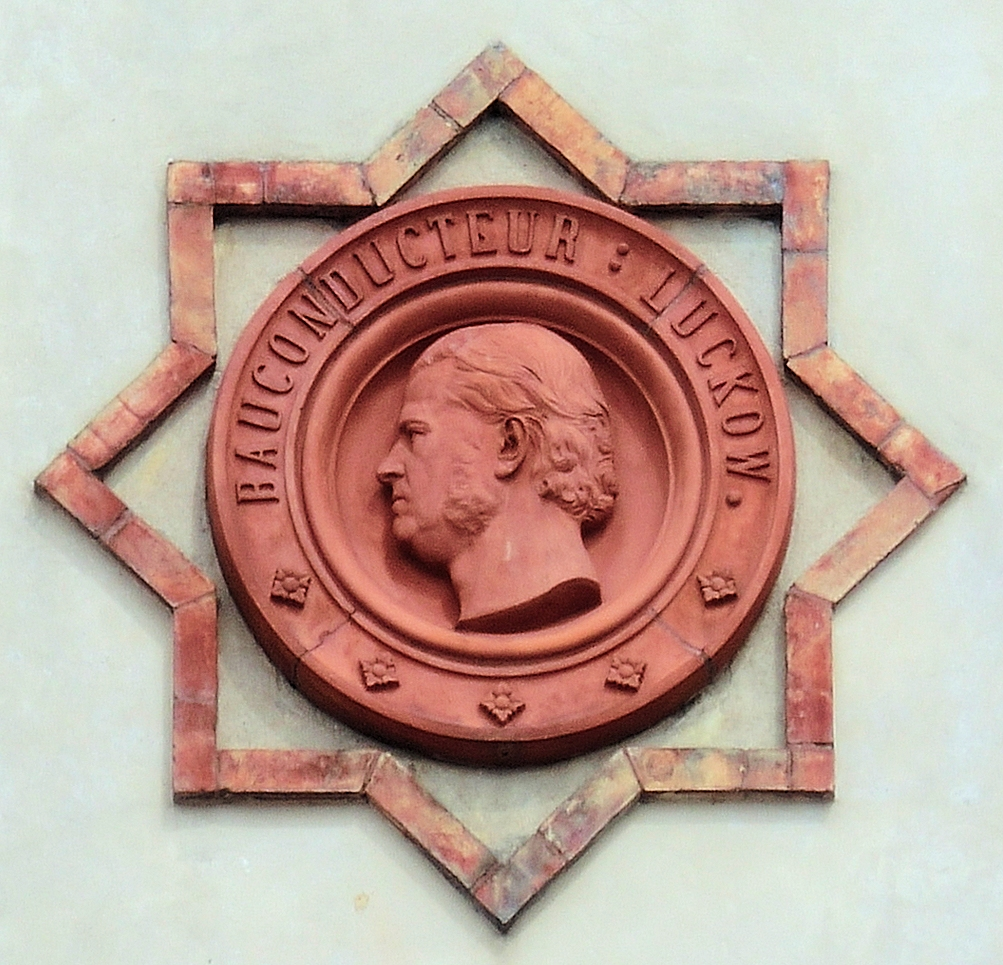
Porträt-Relief des Bauconducteurs Carl Luckow am Hauptgebäude der Universität Rostock

Bauconducteur oder Baukondukteur ist eine historische Bezeichnung für einen niederen Baubeamten im späten 17. bis frühen 20. Jahrhundert, dem die unmittelbare Aufsicht über einzelne staatliche Baumaßnahmen anvertraut war. Nach heutigem Verständnis handelte es sich um beamtete Bauingenieure und Architekten, so waren zum Beispiel 1824 die Gründer des Architekten-Vereins zu Berlin überwiegend Bauconducteure. Die Rahmenbedingungen, unter denen die Bauconducteure ausgebildet wurden und arbeiteten, waren in den deutschen Staaten, in deren Provinzen und in den Großstädten unterschiedlich, darüber hinaus gab es auch bei der Eisenbahn und der Post Bauconducteure.

## Ursprung des Berufs

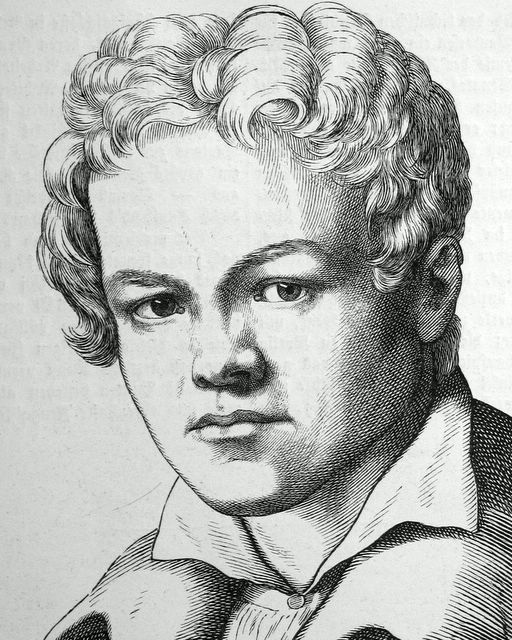
Karl Friedrich Schinkel, einer der ersten Studenten der Königlichen Bauakademie

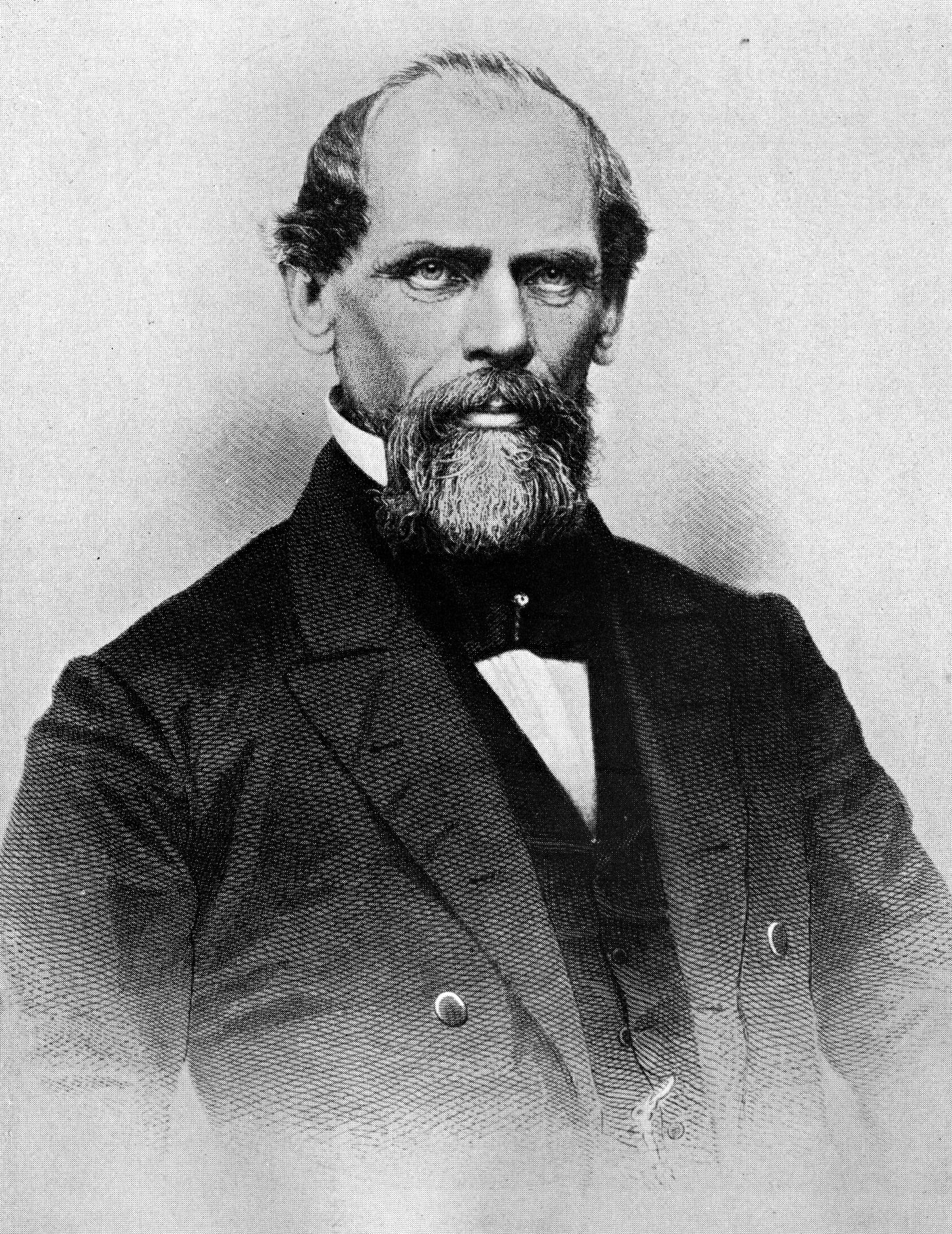
John A. Roebling, bis 1831 Bauconducteur in Westfalen

Die Hüttenmeister in den Bauhütten der Gotik und Renaissance vereinigten auf sich die handwerklichen Tätigkeiten von Steinmetz und Bildhauer, die organisierende Funktion des Bauleiters, und die gestaltende Aufgabe des Architekten. Als Architekten traten gelegentlich auch die Bauherren oder renommierte auswärtige Künstler auf. In den Städten waren der Zugang zu den Bauberufen und ihre Ausübung durch die Zünfte geregelt. Unabhängig neben den Zünften existierten die Hütten als kirchliche oder städtische Baubetriebe, die Aufträge an Meister vergaben und selbst Meister und Angehöriger zunftfreier Berufe beschäftigten. Ab etwa 1660 waren die Baumeister der großen Kirchen und herrschaftlichen Schlösser nicht mehr selbständige Handwerker, sondern angestellte Oberbaudirektoren, Baukondukteure, Festungsbaumeister und Ingenieure. Zu einem wesentlichen Teil der Ausbildung der Baumeister, oft auf einen erlernten Bauberuf aufbauend, wurden Reisen zu den Bauten in Italien und England, die als Vorbild der neuen Bauwerke dienten. Bis zum Beginn des 19. Jahrhunderts trat die Ausbildung in einer Bauhütte gegenüber der Lehrlingszeit in einem Baubüro oder einem Bauamt, dem Studium von Schriften zur Architektur und einem Studium an einer Schule oder Hochschule in den Hintergrund.
Die Bautätigkeit der regierenden Fürsten und das Wachstum der Städte führten am Übergang vom 18. zum 19. Jahrhundert zu einem steigenden Bedarf an gut ausgebildeten Baubeamten. In Preußen wurde 1799 die Königliche Bauakademie gegründet. Die Ausbildung führte in eineinhalb Jahren zur Feldmesserprüfung, die bereits die Möglichkeit der staatlichen Prüfung zum Bauconducteur eröffnete. Nach zweieinhalb Jahren konnte die Baumeisterprüfung abgelegt werden. Ab 1823 entstanden in den deutschen Staaten Baugewerkschulen mit baupraktischer Ausrichtung, in denen Bauhandwerker zu Baumeistern und Bautechnikern ausgebildet wurden. Daneben entstanden Technische Hochschulen und Architekturstudiengänge an Universitäten, deren Ausbildungen an der Theorie orientiert waren und zum Ingenieursdiplom oder zur Promotion führten.
Im frühen 20. wurden die Bezeichnungen „Bauconducteur“ und „Baubeamter“ aufgegeben, an ihre Stelle traten beamtete Ingenieure und Architekten mit anders abgegrenzten Tätigkeitsfeldern und anderen Amtsbezeichnungen. Der Bauconducteur wurde so beispielsweise zum Regierungsbauführer, mit der Aufstiegsmöglichkeit zum Regierungsbaumeister.

## Tätigkeit
Bedeutende Baumaßnahmen durften nicht ohne Beteiligung eines Bauconducteurs begonnen werden. Der Bauconducteur war dem Bauinspektor unterstellt, und ihm oblag die Aufsicht über die Meister und die nicht zunftgebundenen Handwerker und Arbeiter. Zu seinen Aufgaben gehörte die Überwachung der Einhaltung der Baupläne, der Zeitplanung und des Budgets. Er durfte und sollte alle Maßnahmen ergreifen, die geplante Bauzeit und den Kostenrahmen einzuhalten und möglichst zu unterschreiten. Dazu erstattete er dem Bauinspektor regelmäßig Bericht.
Eine der wichtigsten Aufgaben des Bauconducteurs war die Materialwirtschaft, der Bauconducteur war für die Bereitstellung der Materialien und für den monatlichen Nachweis ihrer Verwendung verantwortlich. Er war, im Unterschied zum Bauinspektor, während der Bauarbeiten auf der Baustelle und erfasste täglich und wöchentlich zu Abrechnungszwecken die geleistete Arbeit.
Bauconducteure erhielten neben ihrem festen Gehalt oft beträchtliche Spesenzuschläge bei auswärtiger Unterbringung, es gab aber auch Bauconducteure, die kein festes Gehalt erhielten. Sie hatten die Möglichkeit, bei erwiesener Eignung zum Bauinspektor oder anderen Ämtern aufzusteigen.